# Mixtape Messiah 2
Mixtape Messiah 2 è un mixtape del rapper Chamillionaire, pubblicato il 24 dicembre 2006 sotto le case discografiche Chamillitary Entertainment e Universal Records.

## Informazioni
Il 24 dicembre 2006 il mixtape era disponibile sul sito ufficiale dell'artista, e da allora ha riscosso migliaia di download.
Il tema che Chamillionaire vi tratta è quello del Dissing, ovvero la diffamazione nel mondo hip hop. Il rapper ha voluto affrontare questo problema a seguito della faida avuta da lui con Mike Jones.
In Roll Call Reloaded, Chamillionaire imita ben 20 rappers: Pimp C, Slim Thug, Z-Ro, E.S.G., Killa Kyleon, Big Moe, Willie D, BushWick Bill, Magno, Lil' O, Bun B, Devin The Dude, Big Pokey, Lil' Keke, Mike Jones, Paul Wall, Trae, Lil' Flip, Scarface e Chingo Bling.

## Tracce
| #  | Traccia                       | Produttore    | Featuring | Campionamenti                               |
| -- | ----------------------------- | ------------- | --------- | ------------------------------------------- |
| 1  | Guess Who's Back (Intro)      | Play-N-Skillz |           | Intro (di Jay-Z)                            |
| 2  | Hip Hop Warning               |               |           | Hip Hop Is Dead (di Nas)                    |
| 3  | Hip Hop Is Dead (Skit)        |               |           | Hip Hop Is Dead (di Nas)                    |
| 4  | She Gonna Already Know        |               |           | Recognize A Playa (di Boss Hogg Outlaws)    |
| 5  | Let 'Em Know                  | Kane Beatz    |           |                                             |
| 6  | Tryin' To Change Me           |               |           | Gangsta Gangsta (di Lil' Scrappy)           |
| 7  | Picture Me Rollin'            |               |           | Picture Me Rollin' (di Tupac)               |
| 8  | Chamillionaire Speaks         |               |           | Picture Me Rollin' (di Tupac)               |
| 9  | Game Gonna Cost A Fee         |               |           | The Game Belongs To Me (degli UGK)          |
| 10 | Game Gonna Cost A Fee (Break) |               |           | The Game Belongs To Me (degli UGK)          |
| 11 | Ridin' Overseas               | Akon          | Akon      |                                             |
| 12 | Show Me What Ya Got           |               | Famous    | Show Me What You Got (di Jay-z)             |
| 13 | Answer Machine 2              |               |           | - 25 Lighters (di DJ DMD) - Swang (di Trae) |
| 14 | Chamillitary Radio Skit       |               |           |                                             |
| 15 | International Money           |               |           | Zoom (di Lil' Boosie)                       |
| 16 | I Run It                      |               |           | You Don't Know (di Eminem)                  |
| 17 | Get Ya Umbrellas Out          |               |           | The Format (di Az)                          |
| 18 | Get Ya Umbrella (Break)       |               |           | The Format (di AZ)                          |
| 19 | Man, Hold Up                  |               |           | Sweet Revenge (di Ludacris)                 |
| 20 | Roll Call Reloaded            |               |           | Get Throwed (di Bun B)                      |
| 21 | Outro                         |               |           |                                             |